# Славољуб Радојчић
Славољуб Радојчић (Београд, 1942) српски је вајар.

## Биографија
Рођен је 1942. године у Београду. Дипломирао је вајарство на Факултету ликовних уметности Универзитета уметности у Београду и завршио је течај у класи професора Миодрага Поповића. Током студија је путовао у Француску, Холандију, Енглеску, Италију и Швајцарску. Члан је Удружења ликовних уметника Србије.
Самостално је излагао у Дому културе „Западни Врачар” у Београду 1966, галерији Коларчевог народног универзитета 1967, галерији Дома омладине Београда 1969, Швајцарској 1970. и галерији „Графички колектив” 1973. године. Излагао је на групним изложбама у Октобарском салону 1965—1968. и 1970—1972, изложби скулптура у Словењ Градецу 1965, Бијеналу младих у Ријеци 1965. и 1967, изложби УЛУС-а, изложби „НОБ у делима ликовних уметника Југославије” и Међународној изложби ситне пластике у Хагу 1966, изложбама „Скулптура у слободном простору” у Београду 1966. и 1969, изложби „Четири југословенска скулптора” у Хагу, Трећем бијеналу ликовних уметности у Београду и изложбама у Београду, Загребу и Нишу 1967, изложби „Пет младих београдских вајара” у салону Музеја савремене уметности у Београду, Јесењој изложби УЛУС-а, галерији Атељеа 212 и изложби југословенског портрета у Тузли 1968, изложбама „Савремена југословенска скулптура” у Прагу и Брну, Бијеналу младих у Каиру и Трећем тријеналу југословенског цртежа у Сомбору 1969, Бијеналу младих у Ријеци 1969. и 1973, изложби „Неке тенденције савремене београдске уметности”, изложбама „Савремена југословенска скулптура” у Лондону и Копенхагену и Бијеналу врњачке јесени у Врњачкој бањи 1970, Међународној изложби цртежа у Санкт Галену 1970. и 1972, Пролећној изложби УЛУС-а 1971. и 1973, Четвртом тријеналу југословенског цртежа у Сомбору и изложби „Преглед југословенске савремене уметности” у Женеви 1972. У свом стваралаштву обједињује гротескно–ироничне симболе човекове егзистенције у духу нове фигурације свођењем анатомије на основне облике, парафразирањем органских и геометријских форми и урезивањем архетипских знакова. Добитник је националне награде за скулптуру на Међународној изложби у Хагу 1966, награде ливнице „Пластика” на Октобарском салону и откупне награде на изложби југословенског портрета у Тузли 1967, откупне награде АЛУ на Октобарском салону 1968, награде за скулптуру на Пролећној изложби УЛУС-а 1971. и откупне награде на Четвртом бијеналу југословенског цртежа у Сомбору 1972. Добитник је Награде „Сава Шумановић”.